# Route nationale 159
Pour les articles homonymes, voir N159 (homonymie) et Route 159.
La route nationale 159, ou RN 159, est une route nationale française allant de Raves à Sainte-Marie-aux-Mines par le tunnel Maurice-Lemaire. Le décret du 5 décembre 2005 prévoit que cet itinéraire sera conservé dans le domaine de l'État alors que le tronçon de la RN 59 passant par le col a été déclassé (devenu RD 459 sur le versant du Haut-Rhin).
Avant la réforme de 1972, la RN 159 reliait Tours à Laval via La Flèche. Elle est devenue la RD 959 en Indre-et-Loire et en Maine-et-Loire, la RD 306 en Sarthe et la RD 21 dans la Mayenne.

## Tracé actuel de Raves à Sainte-Marie-aux-Mines
- Raves
- Bertrimoutier
- Combrimont
- Lusse
- Tunnel Maurice-Lemaire
- Sainte-Marie-aux-Mines

## Ancien tracé de Tours à Laval (D 959, D 306 & D 21)
- Tours (km 0) D 959
- La Membrolle-sur-Choisille (km 6)
- Souvigné (km 27)
- Château-la-Vallière (km 33) D 959
- Le Lude (km 50) D 306
- Thorée-les-Pins (km 60)
- La Flèche (km 70)
- Crosmières (km 78)
- Louailles (km 87)
- Sablé-sur-Sarthe (km 95) D 306
- Bouessay (km 102) D 21
- Saint-Loup-du-Dorat (km 105)
- Meslay-du-Maine (km 117)
- Forcé (km 132)
- Laval (km 139) D 21